# Albert Hotopp
Albert Hermann Heinrich Hotopp (* 20. September 1886 in Friedrichsberg bei Berlin; † nach 1. August 1942 in der UdSSR) war ein deutscher Schriftsteller.

## Leben
Albert Hotopp war der Sohn eines Schmieds. Nach einer Ausbildung zum Kellner arbeitete er bis 1904 in diesem Beruf. Anschließend ging er nach Bremen, wo er als Maschinenarbeiter tätig war; danach fuhr er als Heizer und Matrose auf Handelsschiffen zur See. Während dieser Zeit erhielt er in Großbritannien seine ersten Eindrücke von Streikaktionen der Arbeiterbewegung. Er trat in die SPD ein und arbeitete als Monteur von Eisenbahn-Signalanlagen. Nach seiner Abkehr von der Sozialdemokratie im Jahr 1912 sympathisierte er zeitweise mit anarcho-syndikalistischen Strömungen. Hotopp war daneben Mitarbeiter der Gewerkschaftspresse. Im Ersten Weltkrieg war er Funker.
Albert Hotopp nahm 1918 an der Novemberrevolution teil und wurde Mitglied der USPD, 1920 wechselte er zur KPD. Er war nun als Heizer und Kranführer tätig und daneben aktiv als Betriebsrat. Nach einem Streik wurde er der Vorbereitung zum Hochverrat angeklagt und zu einer dreijährigen Haftstrafe verurteilt, die er von 1923 bis 1926 in Cottbus verbüßte. Während dieser Zeit entstanden erste Erzählungen, die in der Roten Fahne veröffentlicht wurden. Nach der Haftentlassung war Hotopp bis 1929 politischer Leiter der KPD im Berliner Bezirk Prenzlauer Berg und Stadtverordneter. Er war Mitglied des Rotfrontkämpferbundes und seit 1928 des Bundes Proletarisch-Revolutionärer Schriftsteller; eine enge Freundschaft verband ihn mit dem Autor Willi Bredel.
Nach der nationalsozialistischen „Machtergreifung“ lebte Albert Hotopp noch bis Februar 1934 illegal in Deutschland. Dann emigrierte er in die Sowjetunion, wo er zuerst im deutschsprachigen Verlagswesen arbeitete und ab 1936 Lektor für deutsche Sprache und Dekan an einem Fremdspracheninstitut in Moskau war. Am 22. Mai 1941 wurde er verhaftet und am 1. August 1942 zum Tod durch Erschießen verurteilt. Das Urteil wurde jedoch nicht vollstreckt. Danach verliert sich seine Spur; Hotopp kam vermutlich in einem Arbeitslager des sowjetischen Gulags um.
Albert Hotopp wurde vor allem durch seinen Roman Fischkutter H.F. 13 bekannt, in dem der Autor eine realistische Darstellung des Lebens auf See aus kommunistischer Perspektive liefert. Die drei in der Sowjetunion erschienenen Erzählungsbände haben vorwiegend das Arbeitsleben, Kriegserlebnisse und den antifaschistischen Widerstand gegen den Nationalsozialismus zum Thema.

## Werke
- Fischkutter H.F. 13, Berlin 1930
- Stürme überm Meer, Engels 1933
- Die Unbesiegbaren, Engels 1935
- Stander „Z“, Moskau 1936
- Fischkutter H.F. 13, unveränd. Nachdr. der Ausg. von 1930. Hg. und mit einem Nachw. von Ulf-Thomas Lesle und Ulrike Jarnach. Hamburg 1986